# Torneo de Los Cabos 2018
El Abierto Mexicano Los Cabos 2018 fue un torneo de tenis perteneciente al ATP Tour 2018 en la categoría ATP World Tour 250. El torneo tuvo lugar en la ciudad de Los Cabos (México) desde el 30 de julio hasta el 4 de agosto de 2018 sobre canchas duras.

## Distribución de puntos
| Modalidad            | Campeón | Finalista | Semifinales | Cuartos de final | 2ª ronda | 1ª ronda | Clasificados | 2ª ronda de clasificación | 1ª ronda de clasificación |
| Individual masculino | 250     | 165       | 100         | 50               | 25       | 0        | 13           | 7                         | 0                         |
| Dobles masculino     | 250     | 150       | 90          | 45               | 20       | 0        | -            | -                         | -                         |

## Cabezas de serie

### Individuales masculino
| Tenista               | Ranking | Preclasificado |
| Juan Martín del Potro | 4       | 1              |
| Fabio Fognini         | 14      | 2              |
| Damir Džumhur         | 24      | 3              |
| Adrian Mannarino      | 26      | 4              |
| Sam Querrey           | 29      | 5              |
| Ryan Harrison         | 53      | 6              |
| Taylor Fritz          | 65      | 7              |
| Feliciano López       | 66      | 8              |

- Ranking del 23 de julio de 2018.[2]

### Dobles masculino
| Tenista                                   | Ranking | Preclasificados |
| Santiago González David Marrero           | 103     | 1               |
| Jonathan Erlich Joe Salisbury             | 113     | 2               |
| Marcelo Arévalo Miguel Ángel Reyes Varela | 118     | 3               |
| Romain Arneodo Nicholas Monroe            | 141     | 4               |

## Campeones

### Individual masculino
Fabio Fognini venció a  Juan Martín del Potro por 6-4, 6-2

### Dobles masculino
Marcelo Arévalo /  Miguel Ángel Reyes Varela vencieron a  Taylor Fritz /  Thanasi Kokkinakis por 6-4, 6-4